# Muracciole
 Muracciole  là một xã ở tỉnh Haute-Corse trên đảo Corse, Pháp. Xã này có diện tích 14,06 km², dân số năm 1999 là 38 người. Khu vực này có độ cao trung bình 630 mét trên mực nước biển.